# 李代桃僵
李代桃僵是兵法三十六计的第十一计。
原文为：「势必有损，损阴则益阳。」谓当战局发展必然会有损失时，要舍得局部的损失，以换取全局的胜利，即所谓“弃车保帅”。

## 按语
僵：枯死。李树代替桃树而死。原比喻兄弟互相爱护互相帮助。(另: 原用以諷刺兄弟間不能互助互愛)
后转用来比喻互相顶替或代人受过。
李樹代替桃樹受蟲咬而枯死，用以諷刺兄弟間不能互助互愛。典出宋書·卷二十一·樂志三：桃生露井上，李樹生桃傍，蟲來齧桃根，李樹代桃僵。樹木身相代，兄弟還相忘！後比喻以此代彼或代人受過。二刻拍案驚奇·卷三十八：李代桃僵，羊易牛死。世上冤情，最不易理。亦作僵李代桃。

## 典故
南宋·郭茂倩《乐府诗集·鸡鸣》：“桃在露井上，李树在桃旁，虫来啮桃根，李树代桃僵。树木身相代，兄弟还相忘！”